# Karel Vytisk
Karel Vytisk (* 14. července 1941 Brno-Horní Heršpice) je bývalý český fotbalista a trenér.

## Hráčská kariéra
Od žáků hrál za Spartak Juranovy závody / Lokomotivu Brno Horní Heršpice (viz také Antonín Franta, Svatopluk Habanec, Radim Vlasák a Pavel Šustr).. Tamtéž pokračoval v dorostu a na začátku 60. let 20. století nastupoval za A-mužstvo v I. A třídě.
Během základní vojenské služby v Bohosudově (1961–1962) začal hrát za teplické B-mužstvo, v němž také kariéru uzavřel (1961–1975).

## Trenérská kariéra
Po skončení hráčské kariéry se stal trenérem. V letech 1975–1977 byl asistentem Karla Bílka v B-mužstvu Teplic, v letech 1977–1979 spolu pracovali u prvoligového A-mužstva. Jako hlavní trenér vedl SU Teplice ve druhé lize.
- Národní fotbalová liga 1975/76 SU Teplice „B“ – asistent
- Národní fotbalová liga 1976/77 SU Teplice „B“ – asistent
- 1. československá fotbalová liga 1977/78 SU Teplice – asistent
- 1. československá fotbalová liga 1978/79 SU Teplice – asistent
- Česká národní fotbalová liga 1985/86 SU Teplice
- Česká národní fotbalová liga 1986/87 SU Teplice
- 2. česká fotbalová liga 1994/95 Frydrych Teplice – asistent